# لاين فارينغتون
لاين فارينغتون (بالإنجليزية: Iain Farrington)‏ هو ملحن بريطاني، ولد في 1977.

## وصلات خارجية
- لاين فارينغتون على موقع IMDb (الإنجليزية)
- لاين فارينغتون على موقع ميوزك برينز (الإنجليزية)
- لاين فارينغتون على موقع أول ميوزيك (الإنجليزية)
- لاين فارينغتون على موقع ديسكوغز (الإنجليزية)